# گوک‌خان قبا
گوک‌خان قبا (انگلیسی: Gökhan Kaba؛ زادهٔ ۲۴ نوامبر ۱۹۸۳) بازیکن فوتبال اهل ترکیه است.
از باشگاه‌هایی که در آن بازی کرده‌است می‌توان به باشگاه فوتبال چای‌کار ریزه‌اسپور، باشگاه ورزشی ساکاریاسپور، باشگاه ورزشی کایسری ارجیسپور، باشگاه فوتبال اردواسپور، باشگاه ورزشی آدانا دمیرسپور، باشگاه فوتبال آلانیا اسپور، باشگاه فوتبال سامسون‌اسپور، و باشگاه فوتبال استانبول باشاک‌شهر اشاره کرد.